# Cosmophasis estrellaensis
Cosmophasis estrellaensis är en spindelart som beskrevs av Barrion, Litsinger 1995. Cosmophasis estrellaensis ingår i släktet Cosmophasis och familjen hoppspindlar. Inga underarter finns listade i Catalogue of Life.